# 王延望
王延望（？—939年），五代十国時期光州固始（今河南固始）人，閩國太祖王審知之子。
永和元年（935年）被哥哥惠宗王延钧为户部尚书，后被侄子康宗王继鹏猜忌（王延钧的儿子）。通文四年（939年），巫师林兴和他关系不好，伪托鬼神之言诬称王延武、王延望兄弟有异心，于是王延望和儿子一起被康宗王继鹏杀死。